# 7 Secrets
7 Segredos (em inglês:  7 Secrets) é um documentário americano exibido pela Nickelodeon que estreou em 24 de abril de 2010. O documentário narra a vida de estrelas da Nickelodeon e revela 7 fatos sobre elas que os fãs nunca poderiam saber, que vão desde interesses pessoais até momentos embaraçosos. Estreou no Brasil em 30 de setembro de 2010. Já foram exibidos os 7 segredos de: Miranda Cosgrove (Megan/Drake e Josh, Carly/iCarly),  Keke Palmer (True/True Jackson, Kadee Worth/Rags), Big Time Rush (Kendall, James, Carlos e Logan/Big Time Rush) e Victoria Justice (Lola/Zoey 101, Tori/Brilhante Victória).

## Episódios
| # | Episódio           | Estreia                                                           | Código de produção |
| - | ------------------ | ----------------------------------------------------------------- | ------------------ |
| 1 | "Miranda Cosgrove" | 24 de abril de 2010 30 de setembro de 2010 28 de dezembro de 2010 | 101                |
| 2 | "Keke Palmer"      | 15 de maio de 2010 19 de novembro de 2010 por anunciar            | 102                |
| 3 | "Big Time Rush"    | 12 de julho de 2010 22 de dezembro de 2010 26 de junho de 2011    | 103                |
| 4 | "Victoria Justice" | 27 de novembro de 2010 4 de abril de 2011 26 de junho de 2011     | 104                |